# Lucia Moris
Lucia William Moris (23 marzo 2001) è una velocista sudsudanese, è stata la portabandiera alla cerimonia di apertura ai Giochi Olimpici di Tokyo 2020.

## Biografia
Nel 2019 Moris è entrata a far parte di un programma per la riconciliazione della popolazione sud sudanese, che si svolge in collaborazione con l'Agenzia giapponese per la cooperazione internazionale. A causa della modifica della regola secondo cui ogni nazione può inviare un partecipante maschile e una femminile ai Giochi Olimpici, indipendentemente dalla classifica, Moris è stata inclusa nei Giochi del 2020. La sua selezione da parte del Comitato Olimpico Nazionale del Sudan del Sud si è basata in parte sulle sue prestazioni alla Giornata dell'Unità Nazionale 2016.
Per prepararsi alle Olimpiadi, nel 2019 è volata al campo di allenamento della squadra sud sudanese a Maebashi, in Giappone, poiché le opportunità di allenamento sono limitate nel Sudan del Sud. Quando le Olimpiadi del 2020 sono state rinviate a causa della pandemia di COVID-19, è rimasta al campo con gli atleti rimasti. Lì le furono insegnate varie abilità per agire come ambasciatrice di pace al suo ritorno.
Durante la cerimonia di apertura delle Olimpiadi del 2020, è stata la portabandiera della sua nazione insieme all'atleta Abraham Guem.

## Record nazionali
- 100 metri piani: 12"11 ( Nairobi, 27 gennaio 2024)
- 200 metri piani: 23"99 ( Nairobi, 27 aprile 2022)
- 400 metri piani: 55"53 ( Namboole, 1º luglio 2023)

## Palmarès
| Anno | Manifestazione      | Sede         | Evento      | Risultato   | Prestazione | Note  |
| ---- | ------------------- | ------------ | ----------- | ----------- | ----------- | ----- |
| 2019 | Giochi panafricani  | Rabat        | 100 m piani | Batteria    | 12"69       | [ 4 ] |
| 2019 | Giochi panafricani  | Rabat        | 200 m piani | Batteria    | dq          | [ 4 ] |
| 2021 | Giochi olimpici     | Tokyo        | 200 m piani | Batteria    | 25"24       |       |
| 2022 | Campionati africani | Saint-Pierre | 100 m piani | Batteria    | dq          |       |
| 2022 | Campionati africani | Saint-Pierre | 200 m piani | Batteria    | 26"00       |       |
| 2024 | Giochi panafricani  | Accra        | 100 m piani | Batteria    | 12"18       | [ 5 ] |
| 2024 | Giochi panafricani  | Accra        | 200 m piani | Batteria    | 25"38       | [ 6 ] |
| 2024 | Giochi olimpici     | Parigi       | 100 m piani | Preliminare | dnf         |       |

## Altre competizioni internazionali
2024
- Oro al Campionati dell'Asia Occidentale ( Doha), 400 m piani - 56"83